# Kanzaki

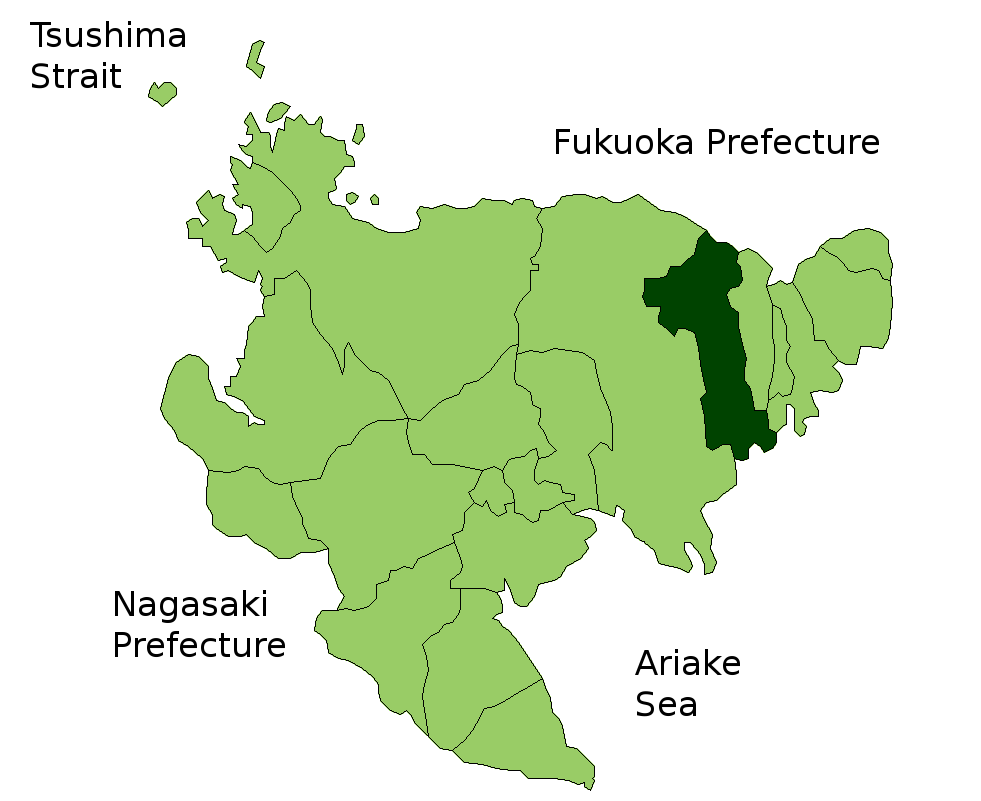

Kanzaki (神埼市 Kanzaki-shi?) este un municipiu din Japonia, prefectura Saga.